# Segundo viaje de Colón
El segundo viaje de Colón (salió de Cádiz el  25 de septiembre de 1493 – regresó a Cádiz 11 de junio de 1496) fue una expedición hacia el continente americano, tierra encontrada por Cristóbal Colón en su primer viaje. En ella comenzó la colonización española de la isla La Española, que hoy comprende a República Dominicana y Haití, se pacificó a los indígenas taínos de la isla y, además, se llevó a cabo el descubrimiento de diversas islas, entre ellas las de Jamaica y de Puerto Rico.

## Antecedentes

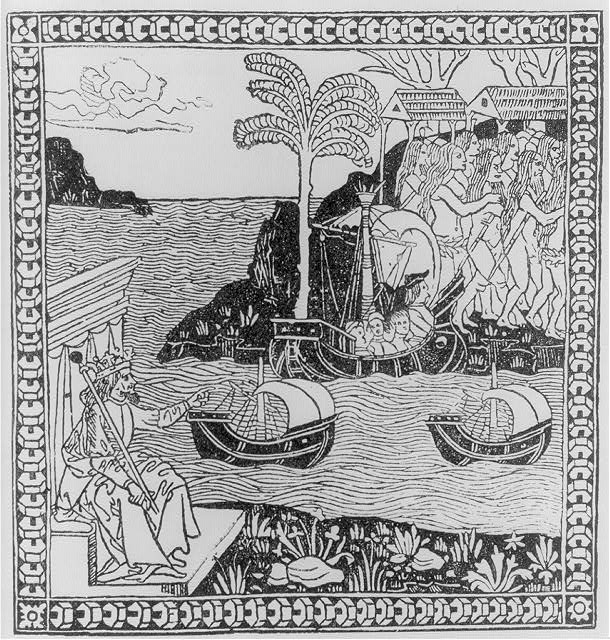
Ilustración de una de las cartas anunciando el descubrimiento de las Indias de 1493.

En 1493 regresó a la península ibérica la primera expedición capitaneada por Cristóbal Colón que anunció el descubrimiento de nuevas islas hacia Las Indias. Colón fue recibido por sus patrocinadores, los reyes de Castilla y Aragón, que inmediatamente le ordenaron realizar un nuevo viaje para seguir explorando el territorio y asentar una colonia en Las Indias. Los Reyes Católicos financiaron el nuevo viaje del Almirante, interesados en expandir la influencia de la Corona allende los mares, conseguir nuevas rutas de comercio fuera de la influencia de Portugal y obtener nuevas fuentes de ingresos, como las especias y el oro. En su primer viaje de colonización, Colón no encontró especias ni nada que pudiera extraerse de viajes a la India pero él seguía pensando que había llegado a Asia utilizando una ruta antes jamás empleada.
Lo que Colón sí encontró fue oro, ya que en la isla de La Española el cacique Guacanagari le había entregado un cofre de oro a cambio de que los protegiera de los indios caníbales y del líder indígena Caonabo. Colón sabía que en esas islas había oro, no solo por la caja, sino por los pequeños adornos que había visto a muchos indígenas durante el viaje. Estos le habían ido llevando isla por isla asegurándole que había yacimientos de oro realmente cerca.
Aparte de las fuentes de oro que pudiera obtener, Colón contaba con toda suerte de reconocimientos sobre el Nuevo Mundo, pactados previamente al viaje en las Capitulaciones de Santa Fe. Sobre la base de este texto, Colón era gobernante de todos los territorios que descubriera con el título de virrey y almirante de la Mar Océana y tenía derecho a recibir, al menos, una décima parte de las riquezas de las empresas que emprendiera.
Pero Colón no solamente tenía intención de regresar por el oro, ya que él ya había hecho sus planes de conquista y colonización. Antes de partir de las Indias en su primer viaje, dejó un fuerte de madera en la isla de La Española con 40 hombres. Este campamento tendría que ser la base de una nueva colonia en el Nuevo Mundo y cumplir, además, la función de defender al cacique Guacanagari de los caníbales de Caonabo. Este fuerte fue llamado Navidad.
El Papa Alejandro VI, antiguo aliado de Isabel y Fernando en su lucha por el trono castellano, había otorgado las Bulas Alejandrinas entre el 3 de mayo y el 26 de septiembre de 1493 (anteriores al Tratado de Tordesillas del 7 de junio de 1494), que daban a Castilla el control de todos los nuevos territorios conquistados para su colonización y evangelización, blindándolos de las aspiraciones de Portugal.

## Preparativos
Para su siguiente viaje, Colón contó con muchos y mejores medios que en el anterior. Este ya no era simplemente un viaje de expedición, sino uno de conquista y colonización de las nuevas tierras descubiertas. Colón estaría al mando de una flota con 17 barcos: 5 naos y 12 carabelas, y con una tripulación de 1500, 1700 o 2000 hombres. Entre los personajes que financiaron la expedición se encuentra Pedro Portocarrero que prestó a su primo el rey Fernando el Católico dos millones de maravedíes para financiar los gastos del Viaje.[cita requerida]
En la tripulación iba fray Bernardo Boyl, un reputado clérigo de la Corte, acompañado de un grupo de frailes franciscanos. Bernardo Boyl tenía un permiso del papa Alejandro VI (natural de Valencia, España) para erigir iglesias, predicar y aplicar penitencias. Además, se encontraba el jefe militar de la expedición, Pedro de Margarit. Otros en la tripulación Diego Colón (hermano de Cristóbal Colón), los Hermanos Niño, Pedro de Las Casas (padre de Fray Bartolomé de Las Casas), Alonso de Ojeda (que se convertiría en un famoso conquistador), Ramón Pané (que se convertiría en el primer etnógrafo de América), Juan Ponce de León (que a la postre sería otro conquistador), Antón de Escalante (maestre),  Miguel de Cúneo, Diego Alvar Chanca, el cartógrafo Juan de la Cosa y Antonio de Torres.
Una vez que Colón zarpa con esta tripulación, llega desde Francia su otro hermano, Bartolomé Colón, y los reyes de España ponen a su servicio 4 carabelas, con las que zarpa para encontrarse con Cristóbal Colón ya en las nuevas tierras.

## Desarrollo

Recorrido del Segundo Viaje de Colón.

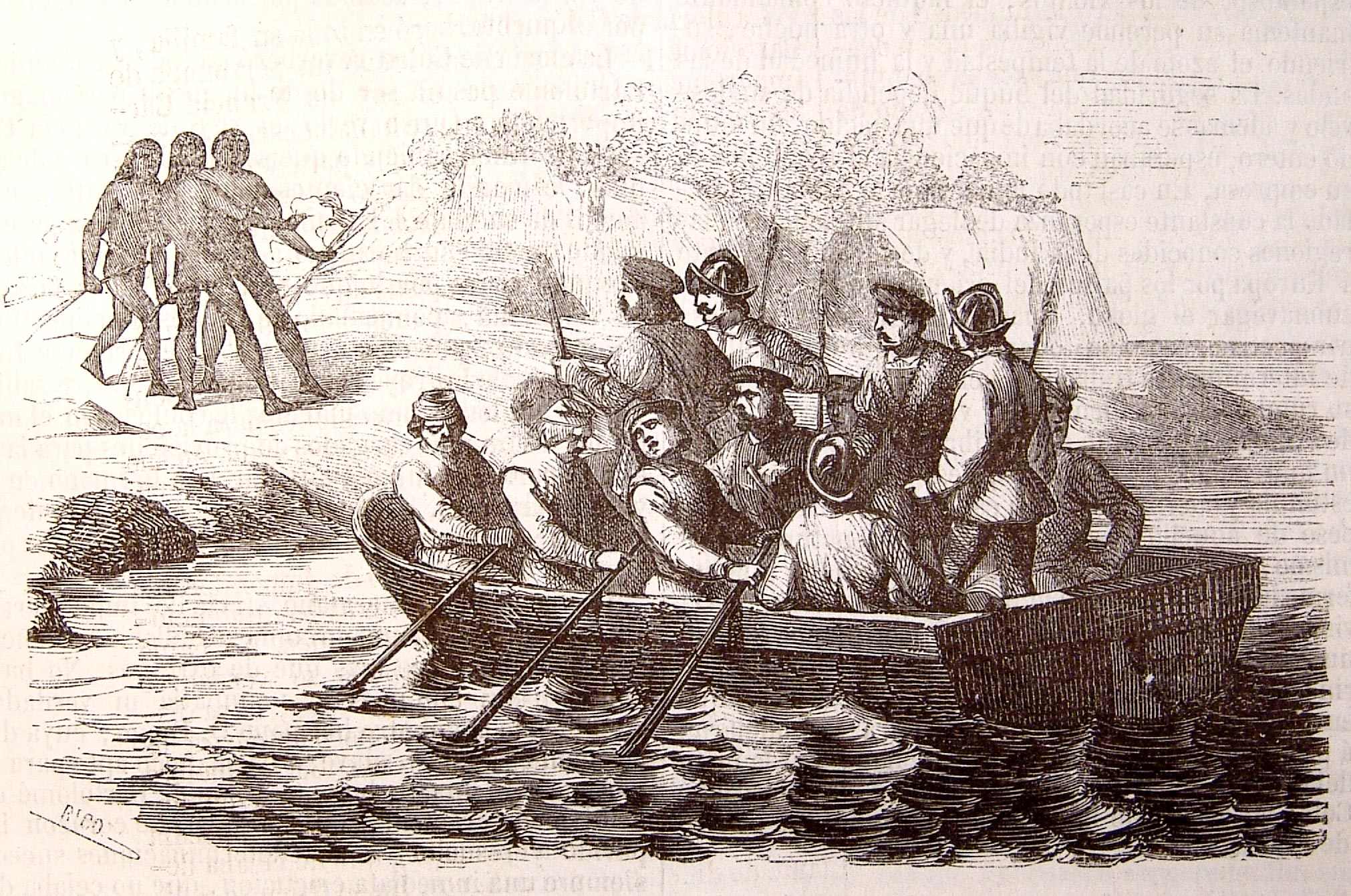
Colón envía un bote al sur de La Española, en la provincia de Higüey, a por agua en agosto de 1494.

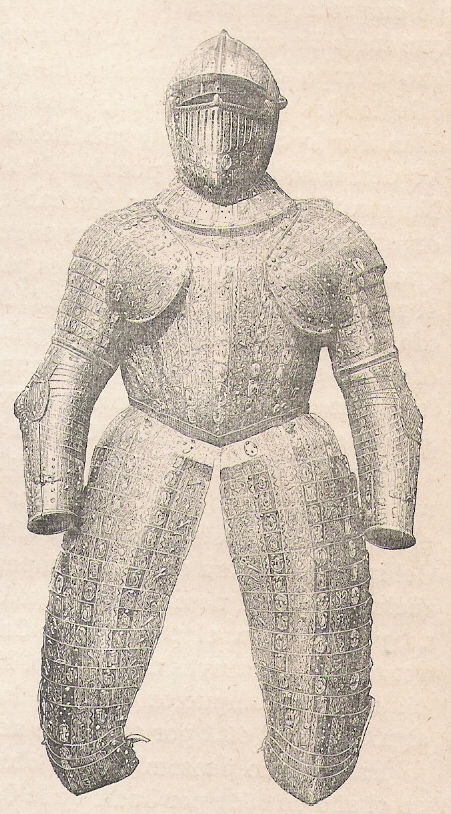
Armadura de Cristóbal Colón, de acuerdo con un grabado del libro América, de Rodolfo Cronau, publicado en el.

El 25 de septiembre de 1493 Colón zarpa de Cádiz. La flota llegó el 2 de octubre a Gran Canaria y, desde allí, a la isla de Gomera. Por las calmas del mar tardaron tres días en llegar a San Sebastián de La Gomera, donde fueron recibidos por la gobernadora, Doña Beatriz de Bobadilla con la que, según la relación de este viaje que hizo Miguel de Cúneo, el Almirante en otro tiempo tuvo amores. El Almirante, con toda su flota, estuvo dos días en la isla. Partirán el 13 de octubre de Canarias.
El 3 de noviembre llega a las costas del mar Caribe, donde navega descubriendo varias islas del archipiélago de las Antillas Menores. A la primera isla que descubrió en este viaje la llamó la Deseada. Recorrieron la isla Dominica y tomaron posesión solemne en tierra de la isla que llamó Marigalante. Luego fondearon junto a la isla que llamó Guadalupe. Luego llegó a Montserrat, a Antigua y a San Cristóbal. Posteriormente atraviesa el archipiélago de las Once Mil Vírgenes.
En la costa de una isla encontró a 12 mujeres desnudas y dos muchachos, todos de la tribu de los arahuacos, que habían sido expulsados de la isla que llamaban Borinquen y querían que Colón les protegiera de los indios caribes, por lo que le hablaron muy bien de las riquezas que allí encontrarían y la amabilidad de los habitantes. El 19 de noviembre de 1493, cuando los navíos entraron en la Bahía Boquerón de dicha isla, los indios saltaron al agua y nadaron hacia la costa. Colón bautizó esa isla como San Juan Bautista, aunque 18 años después Ponce de León bautizaría el puerto principal de la isla como Puerto Rico y ese nombre denominaría a toda la isla. En un desembarco en la cercana isla de Santa Cruz la expedición vivió una dura pelea contra indios caribes de la que salieron victoriosos pese a la braveza de los indios.
El 22 de noviembre de 1493 Colón regresa a La Española, y envía a varios hombres para que le informen del estado del Fuerte Navidad. Estos avisan de que han encontrado a varios muertos cristianos y en una nueva expedición comprueban que el fuerte ha sido incendiado y las 39 personas han sido ejecutadas por los indios. Los indios de Guacanagari explican a los españoles, que a su vez le explican a Colón, que ha sido obra de Caonabo. Colón decide fundar un asentamiento más al este, también al norte de la isla, y funda la ciudad de La Isabela, llamada así en honor a Isabel I, el 6 de enero de 1494 y nombra de alcalde a Antonio de Torres. Ese día ofició la primera misa de América el sacerdote de los mínimos Bernardo Boyl.
A mediados de febrero Colón manda a Torres con una flota de 12 barcos a España con una misiva para los Reyes Católicos pidiendo que se paguen los sueldos de muchos marineros que no los habían recibido y que se les envíe comida. Tras esto, sería designado Alcalde Mayor de la Isabela Francisco Roldán.
Tras atender sus asuntos en La Isabela, Colón decide adentrarse en la isla de La Española el 12 de marzo, ordenando allí la construcción de la fortaleza de Santo Tomás por Pedro de Margarit el 17 de marzo. En abril, Colón decide retomar sus labores de expedición por mar y descubre Jamaica y navega por la costa sur de Cuba. Los problemas de suministros se hacen más complicados y un grupo de hombres se hacen con unos barcos para volver a España. Otros, se dedican a saquear las propiedades de los indios y a abusar de las mujeres.
Caonabo ataca la Fortaleza de Santo Tomás y Alonso de Ojeda, según lo narrado por Bartolomé de Las Casas, logra capturarlo con solo 15 hombres. Posteriormente es enviado a La Isabela a entrevistarse con Colón, que manda enviarlo a España para que parlamente con los reyes, teniéndole por un líder indígena importante en la isla, pero en el camino el barco se hunde y Caonabo muere. Los indios de cuatro de los cinco cacicazgos de la isla deciden atacar La Isabela para rescatar a Caonabo y expulsar a los españoles. El cacique de Marién, Guacanagari, permanece al lado de Colón y le alerta del ataque, con lo que Colón prefiere librar la batalla fuera. La Batalla de la Vega Real será a unos 100 kilómetros al sudeste de La Isabela el 27 de marzo de 1495, y se saldará con una victoria española, que logra pacificar la isla.
Del 14 al 15 de septiembre de 1494, encontrándose Colón en la isla de La Española, observará un eclipse lunar comparando sus horas del comienzo y fin con las registradas en las observaciones de Cádiz y Sao Vicente (Portugal), de dichos cálculos dedujo definitivamente la esfericidad de la Tierra ya descrita por el científico clásico Ptolomeo.
A finales de 1494 regresa Antonio de Torres a La Isabela con una flota de cuatro carabelas con refuerzos. Las carabelas se vuelven a España el 24 de febrero de 1495 con un cargamento de 400 esclavos indios.
En octubre de 1495, los reyes envían una flota de cuatro carabelas con provisiones («bastimentos») para repartir entre los colonos. En ella viaja Juan Aguado, comisionado por los reyes para comprobar la certeza de las quejas y acusaciones efectuadas sobre la gobernación de Colón.
El 10 de marzo de 1496 Colón parte de regreso a España en una flota de dos embarcaciones, la Niña y la India, siendo este último el primer barco europeo construido en América. El 11 de junio regresarán a Cádiz.

## El regreso de Colón
El 12 de junio de 1496 los reyes fechan una carta pidiendo a Colón que cuando llegue a España se dirija a la Corte, que se encontraba en Burgos.
Mientras Colón está ausente de La Española, el 21 de septiembre de 1496 fray Ramón Pané bautiza al primer indio en territorios americanos.
En junio de 1497, los Reyes Católicos confirman a Colón sus privilegios y títulos y le expiden instrucciones para el tercer viaje.
El 22 de febrero de 1498 Colón instituye un mayorazgo a favor de su hijo Diego Colón (no confundir con su hermano, también Diego Colón), el cual era hijo de su mujer, Felipa Moniz. Posteriormente, ordena la creación de un fondo en el Banco de San Giorgio, de Génova en beneficio de sus parientes y paisanos, sin mencionar a su amante Beatriz Enríquez de Arana.